# Seznam obojživelníků Česka
Seznam obojživelníků Česka uvádí všechny druhy obojživelníků, kteří se vyskytují na území České republiky. Jedná se celkem o 21 druhů patřících mezi žáby a ocasaté.

## Ocasatí
| Druh                                     | Obrázek | Stupeň ohrožení v Česku | Dle IUCN       | Právní ochrana v ČR 1992 – 2006 | Právní ochrana v ČR od 2006 |
| ---------------------------------------- | ------- | ----------------------- | -------------- | ------------------------------- | --------------------------- |
| mlok skvrnitý (Salamandra salamandra)    |         | zranitelný              | málo dotčený   |                                 |                             |
| čolek velký (Triturus cristatus)         |         | ohrožený                | málo dotčený   |                                 |                             |
| čolek dunajský (Triturus dobrogicus)     |         | kriticky ohrožený       | téměř ohrožený |                                 |                             |
| čolek dravý (Triturus carnifex)          |         | kriticky ohrožený       | málo dotčený   |                                 |                             |
| čolek hranatý (Lissotriton helveticus)   |         | kriticky ohrožený       | málo dotčený   |                                 |                             |
| čolek obecný (Lissotriton vulgaris)      |         | téměř ohrožený druh     | málo dotčený   |                                 |                             |
| čolek karpatský (Lissotriton montandoni) |         | kriticky ohrožený       | málo dotčený   |                                 |                             |
| čolek horský (Ichthyosaura alpestris)    |         | téměř ohrožený druh     | málo dotčený   |                                 |                             |

## Žáby
| Druh                                      | Obrázek | Stupeň ohrožení v Česku | Dle IUCN                | Právní ochrana v ČR 1992 – 2006 | Právní ochrana v ČR od 2006 |
| ----------------------------------------- | ------- | ----------------------- | ----------------------- | ------------------------------- | --------------------------- |
| kuňka obecná (Bombina bombina)            |         |                         | málo dotčená            |                                 |                             |
| kuňka žlutobřichá (Bombina variegata)     |         |                         | málo dotčená            |                                 |                             |
| blatnice skvrnitá (Pelobates fuscus),     |         |                         | málo dotčená            |                                 |                             |
| ropucha obecná (Bufo bufo)                |         |                         | málo dotčená            |                                 |                             |
| ropucha krátkonohá (Epidalea calamita)    |         |                         | druh ohrožený vyhynutím |                                 |                             |
| ropucha zelená (Bufo viridis)             |         |                         | málo dotčená            |                                 |                             |
| rosnička zelená (Hyla arborea)            |         |                         | málo dotčená            |                                 |                             |
| skokan hnědý (Rana temporaria)            |         |                         | málo dotčený            |                                 |                             |
| skokan ostronosý (Rana arvalis)           |         |                         | málo dotčený            |                                 |                             |
| skokan štíhlý (Rana dalmatina)            |         |                         | málo dotčený            |                                 |                             |
| skokan krátkonohý (Pelophylax lessonae)   |         |                         | málo dotčený            |                                 |                             |
| skokan skřehotavý (Pelophylax ridibundus) |         |                         | málo dotčený            |                                 |                             |
| skokan zelený (Pelophylax esculentus)     |         |                         | málo dotčený            |                                 |                             |